# دانشگاه سانتا کلارا
دانشگاه سانتا کلارا (انگلیسی: Santa Clara University) یک دانشگاه خصوصی یسوعی است که در سانتا کلارا، کالیفرنیا واقع شده‌است.

## مشخصات
این دانشگاه ۵٬۴۳۵ دانشجوی کارشناسی تمام وقت و ۳۳۳۵ دانشجوی فارغ‌التحصیل دارد. دانشگاه سانتا کلارا در سال ۱۸۵۱ تأسیس شده‌است که قدیمی‌ترین مؤسسه آموزش عالی در کالیفرنیا است و در ۱۶۶ سال گذشته در محل اولیه خود باقی مانده‌است.